# Wurfschaufel
Als Wurfschaufel oder Holländerin wird eine Wasserhebemaschine bezeichnet, welche früher zur Entwässerung von Baugruben verwendet wurde.
Die Holländerin besteht aus einer Schaufel, die an einem dreibeinigen Gestell pendelt und durch Stangen und Zugleinen von Menschen hin- und hergeschwungen wird. Das jedes Mal in der tiefsten Lage aufgenommene Wasser wird durch den ihm erteilten Schwung in die Höhe geworfen.
Ähnlich wirkt die Schwungschaufel, die sich jedoch in einem Gerinne bewegt.